# Suga Free
Suga Free, właściwie Dejuan Rice (ur. 17 stycznia 1970 roku w Oakland) – amerykański raper. Jest znany ze specyficznych przejść oraz tekstów o prostytucji i ulicznym życiu alfonsa.
Współpracował z wieloma artystami, m.in. z DJ Quikiem, który jest autorem wielu hitów Suga Free.

## Dyskografia
- Street Gospel (24 czerwca 1997)
- Konnectid Project, Vol. 1 (9 maja 2000)
- The New Testament (2 marca 2004)
- Suga Free's Congregation (18 kwietnia 2006)
- The Features (2 maja 2006)
- The Features, Vol. 2 (2 maja 2006)
- Just Add Water (9 maja 2006)
- Sunday School (14 sierpnia 2007)
- Smell My Finger (1 sierpnia 2008)
- Hi-Power Pimpin (24 marca 2009)
- Street Gospel, Pt. 2 (2011)